# Kepler-150f
Kepler-150f es un planeta extrasolar del tamaño de Neptuno que forma parte de un sistema planetario formado por al menos cinco planetas. Orbita la estrella denominada Kepler-150. Fue descubierto en 2017 por la sonda Kepler por medio de tránsito astronómico. Se confirma con un > 99,998 % de confianza usando una combinación del argumento de multiplicidad del planeta, análisis de probabilidad de falsos positivos y un análisis de duración del tránsito.